# Broken World Media
Broken World Media es una compañía discográfica estadounidense actualmente con sede en Pittsburgh, Pensilvania. Fundada en 2012 por Derrick Shanholtzer-Dvorak de The World Is a Beautiful Place & I Am No Longer Afraid to Die, Broken World Media evita el enfoque tradicional de los sellos discográficos independientes para trabajar con una amplia variedad de artistas en una base de proyecto por proyecto.

## artistas seleccionados
- Empire! Empire! (I Was a Lonely Estate)
- Old Gray
- Rozwell Kid
- Saintseneca
- Sorority Noise
- Tiny Moving Parts
- The World Is a Beautiful Place & I Am No Longer Afraid to Die

- Datos: Q22079351